# Bataille de Mullaitivu
La bataille de Mullaitivu est livrée le 18 juillet 1996 entre les indépendantistes tamouls du Tigres de libération de l'Îlam tamoul et les forces armées sri lankaises durant la guerre civile du Sri Lanka.
Attaquant par surprise la base de Mullaitivu, les indépendantistes tamouls remportent une grande victoire sur les troupes de Colombo. La quasi-totalité de la garnison est massacrée (1 200 tués sur 1 400 hommes) par les assaillants qui s'emparent en outre d'un butin de guerre énorme. Les civils tamouls sont attaqués avec une violence phénoménale de la part de l'armée qui fait aujourd'hui toujours polémique.

## Sources
- Jean-Marc Balencie (dir.) et Arnaud de La Grange (dir.), Mondes rebelles : guérillas, milices, groupes terroristes, Paris, Michalon, coll. « Que sais-je? » (no 3601), 2001, 1677 p. (ISBN 978-2-841-86142-2).